# Apotropina nudiseta
Apotropina nudiseta är en tvåvingeart som först beskrevs av Becker 1911.  Apotropina nudiseta ingår i släktet Apotropina och familjen fritflugor. Inga underarter finns listade i Catalogue of Life.